# Grand Prix Niemiec 1998
Wyniki Grand Prix Niemiec, jedenastej rundy Mistrzostw Świata Formuły 1 w sezonie 1998.

## Lista startowa
| Nr | Kierowca              | Zespół                       | Samochód       | Silnik                | Opony |
| -- | --------------------- | ---------------------------- | -------------- | --------------------- | ----- |
| 1  | Jacques Villeneuve    | Winfield Williams            | Williams FW20  | Mecachrome 3,0l V10   | G     |
| 2  | Heinz-Harald Frentzen | Winfield Williams            | Williams FW20  | Mecachrome 3,0l V10   | G     |
| 3  | Michael Schumacher    | Scuderia Ferrari Marlboro    | Ferrari F300   | Ferrari 3,0l V10      | G     |
| 4  | Eddie Irvine          | Scuderia Ferrari Marlboro    | Ferrari F300   | Ferrari 3,0l V10      | G     |
| 5  | Giancarlo Fisichella  | Mild Seven Benetton Playlife | Benetton B198  | Playlife 3,0l V10     | B     |
| 6  | Alexander Wurz        | Mild Seven Benetton Playlife | Benetton B198  | Playlife 3,0l V10     | B     |
| 7  | David Coulthard       | West McLaren Mercedes        | McLaren MP4/13 | Mercedes 3,0l V10     | B     |
| 8  | Mika Häkkinen         | West McLaren Mercedes        | McLaren MP4/13 | Mercedes 3,0l V10     | B     |
| 9  | Damon Hill            | Benson & Hedges Jordan       | Jordan 198     | Mugen-Honda 3,0l V10  | G     |
| 10 | Ralf Schumacher       | Benson & Hedges Jordan       | Jordan 198     | Mugen-Honda 3,0l V10  | G     |
| 11 | Olivier Panis         | Gauloises Prost Peugeot      | Prost AP01     | Peugeot 3,0l V10      | B     |
| 12 | Jarno Trulli          | Gauloises Prost Peugeot      | Prost AP01     | Peugeot 3,0l V10      | B     |
| 14 | Jean Alesi            | Red Bull Sauber Petronas     | Sauber C17     | Petronas 3,0l V10     | G     |
| 15 | Johnny Herbert        | Red Bull Sauber Petronas     | Sauber C17     | Petronas 3,0l V10     | G     |
| 16 | Pedro Diniz           | Danka Zepter Arrows          | Arrows A19     | Arrows 3,0l V10       | B     |
| 17 | Mika Salo             | Danka Zepter Arrows          | Arrows A19     | Arrows 3,0l V10       | B     |
| 18 | Rubens Barrichello    | HSBC Stewart Ford            | Stewart SF2    | Ford Zetec-R 3,0l V10 | B     |
| 19 | Jos Verstappen        | HSBC Stewart Ford            | Stewart SF2    | Ford Zetec-R 3,0l V10 | B     |
| 20 | Ricardo Rosset        | PIAA Tyrrell                 | Tyrrell 026    | Ford Zetec-R 3,0l V10 | G     |
| 21 | Toranosuke Takagi     | PIAA Tyrrell                 | Tyrrell 026    | Ford Zetec-R 3,0l V10 | G     |
| 22 | Shinji Nakano         | Fondmetal Minardi Team       | Minardi M198   | Ford Zetec-R 3,0l V10 | B     |
| 23 | Esteban Tuero         | Fondmetal Minardi Team       | Minardi M198   | Ford Zetec-R 3,0l V10 | B     |
| Nr | Kierowca              | Zespół                       | Samochód       | Silnik                | Opony |

## Kwalifikacje
| P                       | Nr | Kierowca              | Konstruktor(-silnik) | Opony | Czas     | Odstęp   | Strata   |
| ----------------------- | -- | --------------------- | -------------------- | ----- | -------- | -------- | -------- |
| 1                       | 8  | Mika Häkkinen         | McLaren-Mercedes     | B     | 1:41.838 | -        | -        |
| 2                       | 7  | David Coulthard       | McLaren-Mercedes     | B     | 1:42.347 | 0:00.509 | 0:00.509 |
| 3                       | 1  | Jacques Villeneuve    | Williams-Mecachrome  | G     | 1:42.365 | 0:00.018 | 0:00.527 |
| 4                       | 10 | Ralf Schumacher       | Jordan-Mugen-Honda   | G     | 1:42.994 | 0:00.629 | 0:01.156 |
| 5                       | 9  | Damon Hill            | Jordan-Mugen-Honda   | G     | 1:43.183 | 0:00.189 | 0:01.345 |
| 6                       | 4  | Eddie Irvine          | Ferrari              | G     | 1:43.270 | 0:00.087 | 0:01.432 |
| 7                       | 6  | Alexander Wurz        | Benetton-Playlife    | B     | 1:43.341 | 0:00.071 | 0:01.503 |
| 8                       | 5  | Giancarlo Fisichella  | Benetton-Playlife    | B     | 1:43.369 | 0:00.028 | 0:01.531 |
| 9                       | 3  | Michael Schumacher    | Ferrari              | G     | 1:43.459 | 0:00.090 | 0:01.621 |
| 10                      | 2  | Heinz-Harald Frentzen | Williams-Mecachrome  | G     | 1:43.467 | 0:00.008 | 0:01.629 |
| 11                      | 14 | Jean Alesi            | Sauber-Petronas      | G     | 1:43.663 | 0:00.196 | 0:01.825 |
| 12                      | 15 | Johnny Herbert        | Sauber-Petronas      | G     | 1:44.599 | 0:00.936 | 0:02.761 |
| 13                      | 18 | Rubens Barrichello    | Stewart-Ford         | B     | 1:44.776 | 0:00.177 | 0:02.938 |
| 14                      | 12 | Jarno Trulli          | Prost-Peugeot        | B     | 1:44.844 | 0:00.068 | 0:03.006 |
| 15                      | 21 | Toranosuke Takagi     | Tyrrell-Ford         | G     | 1:44.961 | 0:00.117 | 0:03.123 |
| 16                      | 11 | Olivier Panis         | Prost-Peugeot        | B     | 1:45.197 | 0:00.236 | 0:03.359 |
| 17                      | 17 | Mika Salo             | Arrows               | B     | 1:45.276 | 0:00.079 | 0:03.438 |
| 18                      | 16 | Pedro Diniz           | Arrows               | B     | 1:45.588 | 0:00.312 | 0:03.750 |
| 19                      | 19 | Jos Verstappen        | Stewart-Ford         | B     | 1:45.623 | 0:00.035 | 0:03.785 |
| 20                      | 22 | Shinji Nakano         | Minardi-Ford         | B     | 1:46.713 | 0:01.090 | 0:04.875 |
| 21                      | 23 | Esteban Tuero         | Minardi-Ford         | B     | 1:47.265 | 0:00.552 | 0:05.427 |
| Nie zakwalifikowali się |    |                       |                      |       |          |          |          |
| -                       | 20 | Ricardo Rosset        | Tyrrell-Ford         | G     | -        | -        | -        |
| P                       | Nr | Kierowca              | Konstruktor(-silnik) | Opony | Czas     | Odstęp   | Strata   |

## Wyścig
| Legenda oznaczeń w tabelach wyników Wyświetl szablon na nowej stronie | Legenda oznaczeń w tabelach wyników Wyświetl szablon na nowej stronie                                                                     |
| Oznaczenie                                                            | Wyjaśnienie |
| --------------------------------------------------------------------- | --- |
| Złoty                                                                 | Zwycięzca lub mistrzostwo |
| Srebrny                                                               | 2. miejsce lub wicemistrzostwo |
| Brązowy                                                               | 3. miejsce lub II wicemistrzostwo |
| Zielony                                                               | Ukończył, punktował (w klasyfikacji generalnej, gdy zdobył co najmniej jeden punkt na przestrzeni sezonu, poza trzema powyższymi opcjami) |
| Niebieski                                                             | Ukończył, nie punktował (w klasyfikacji generalnej, gdy nie zdobył co najmniej jednego punktu na przestrzeni sezonu)                      |
| Czerwony                                                              | Nie zakwalifikował się (NZ) |
| Czerwony                                                              | Nie prekwalifikował się (NPK) |
| Różowy                                                                | Nie ukończył (NU) |
| Różowy                                                                | Niesklasyfikowany (NS) (w klasyfikacji generalnej, gdy nie został sklasyfikowany w żadnym wyścigu sezonu)                                 |
| Czarny                                                                | Zdyskwalifikowany (DK) |
| Czarny                                                                | Wykluczony (WYK/EX) |
| Biały                                                                 | Nie wystartował (NW) |
| Biały                                                                 | Kontuzjowany (K/INJ) |
| Biały                                                                 | Wyścig odwołany (OD/C) |
| Bez koloru                                                            | Został wycofany (WYC/WD) |
| Bez koloru                                                            | Nie przybył (NP/DNA) |
| Bez koloru                                                            | Nie brał udziału w treningach (NT/DNP) |
| Bez koloru                                                            | Nie został zgłoszony (–) |
| Pogrubienie                                                           | Start z pole position |
| Kursywa                                                               | Najszybsze okrążenie wyścigu |
| †                                                                     | Nie ukończył, ale jego rezultat został zaliczony ze względu na przejechanie więcej niż 90% dystansu wyścigu.                              |
| *                                                                     | Sezon w trakcie |
| 1/2/3                                                                 | Punktowana pozycja w sprincie kwalifikacyjnym                                                                                             |
| Lista systemów punktacji Formuły 1                                    | |

| P                 | Nr | Kierowca | Konstruktor           | Opony               | Okr. | Czas / Strata | Komentarz              |                 |
| ----------------- | -- | -------- | --------------------- | ------------------- | ---- | ------------- | ---------------------- | --------------- |
| 1                 |    | 8        | Mika Häkkinen         | McLaren-Mercedes    | B    | 45            | 1h20m47s984            |                 |
| 2                 |    | 7        | David Coulthard       | McLaren-Mercedes    | B    | 45            | 1h20m48s410(+0:00.426) |                 |
| 3                 |    | 1        | Jacques Villeneuve    | Williams-Mecachrome | G    | 45            | 1h20m50s561(+0:02.577) |                 |
| 4                 |    | 9        | Damon Hill            | Jordan-Mugen-Honda  | G    | 45            | 1h20m55s169(+0:07.185) |                 |
| 5                 |    | 3        | Michael Schumacher    | Ferrari             | G    | 45            | 1h21m00s597(+0:12.613) |                 |
| 6                 |    | 10       | Ralf Schumacher       | Jordan-Mugen-Honda  | G    | 45            | 1h21m17s722(+0:29.738) |                 |
| 7                 |    | 5        | Giancarlo Fisichella  | Benetton-Playlife   | B    | 45            | 1h21m19s010(+0:31.026) |                 |
| 8                 |    | 4        | Eddie Irvine          | Ferrari             | G    | 45            | 1h21m19s633(+0:31.649) |                 |
| 9                 |    | 2        | Heinz-Harald Frentzen | Williams-Mecachrome | G    | 45            | 1h21m20s768(+0:32.784) |                 |
| 10                |    | 14       | Jean Alesi            | Sauber-Petronas     | G    | 45            | 1h21m36s355(+0:48.371) |                 |
| 11                |    | 6        | Alexander Wurz        | Benetton-Playlife   | B    | 45            | 1h21m45s978(+0:57.994) |                 |
| 12                |    | 12       | Jarno Trulli          | Prost-Peugeot       | B    | 44            | - 1 okr.               |                 |
| 13                |    | 21       | Toranosuke Takagi     | Tyrrell-Ford        | G    | 44            | - 1 okr.               |                 |
| 14                |    | 17       | Mika Salo             | Arrows              | B    | 44            | - 1 okr.               |                 |
| 15                |    | 11       | Olivier Panis         | Prost-Peugeot       | B    | 44            | - 1 okr.               |                 |
| 16                |    | 23       | Esteban Tuero         | Minardi-Ford        | B    | 43            | - 2 okr.               |                 |
| Niesklasyfikowani |    |          |                       |                     |      |               |                        |                 |
|                   |    | 15       | Johnny Herbert        | Sauber-Petronas     | G    | 37            | - 8 okr.               | skrzynia biegów |
|                   |    | 22       | Shinji Nakano         | Minardi-Ford        | B    | 36            | - 9 okr.               | skrzynia biegów |
|                   |    | 18       | Rubens Barrichello    | Stewart-Ford        | B    | 27            | - 18 okr.              | skrzynia biegów |
|                   |    | 19       | Jos Verstappen        | Stewart-Ford        | B    | 24            | - 21 okr.              | skrzynia biegów |
|                   |    | 16       | Pedro Diniz           | Arrows              | B    | 2             | - 43 okr.              | przepustnica    |
| P                 | Nr | Kierowca | Konstruktor           | Opony               | Okr. | Czas / Strata | Komentarz              |                 |

## Najszybsze okrążenia
| P  | Nr | Kierowca              | Konstruktor         | Opony | Okr. | Czas     | Odstęp   | Strata   |
| -- | -- | --------------------- | ------------------- | ----- | ---- | -------- | -------- | -------- |
| 1  | 7  | David Coulthard       | McLaren-Mercedes    | B     | 17   | 1:46.116 | -        | -        |
| 2  | 8  | Mika Häkkinen         | McLaren-Mercedes    | B     | 17   | 1:46.252 | 0:00.136 | 0:00.136 |
| 3  | 1  | Jacques Villeneuve    | Williams-Mecachrome | G     | 35   | 1:46.274 | 0:00.022 | 0:00.158 |
| 4  | 9  | Damon Hill            | Jordan-Mugen-Honda  | G     | 37   | 1:46.317 | 0:00.043 | 0:00.201 |
| 5  | 10 | Ralf Schumacher       | Jordan-Mugen-Honda  | G     | 7    | 1:46.350 | 0:00.033 | 0:00.234 |
| 6  | 3  | Michael Schumacher    | Ferrari             | G     | 37   | 1:46.381 | 0:00.031 | 0:00.265 |
| 7  | 4  | Eddie Irvine          | Ferrari             | G     | 36   | 1:46.459 | 0:00.078 | 0:00.343 |
| 8  | 5  | Giancarlo Fisichella  | Benetton-Playlife   | B     | 15   | 1:46.831 | 0:00.372 | 0:00.715 |
| 9  | 6  | Alexander Wurz        | Benetton-Playlife   | B     | 16   | 1:46.880 | 0:00.049 | 0:00.764 |
| 10 | 2  | Heinz-Harald Frentzen | Williams-Mecachrome | G     | 32   | 1:46.890 | 0:00.010 | 0:00.774 |
| 11 | 14 | Jean Alesi            | Sauber-Petronas     | G     | 43   | 1:46.964 | 0:00.074 | 0:00.848 |
| 12 | 15 | Johnny Herbert        | Sauber-Petronas     | G     | 15   | 1:47.345 | 0:00.381 | 0:01.229 |
| 13 | 18 | Rubens Barrichello    | Stewart-Ford        | B     | 17   | 1:47.544 | 0:00.199 | 0:01.428 |
| 14 | 11 | Olivier Panis         | Prost-Peugeot       | B     | 41   | 1:47.775 | 0:00.231 | 0:01.659 |
| 15 | 12 | Jarno Trulli          | Prost-Peugeot       | B     | 27   | 1:48.446 | 0:00.671 | 0:02.330 |
| 16 | 21 | Toranosuke Takagi     | Tyrrell-Ford        | G     | 22   | 1:48.608 | 0:00.162 | 0:02.492 |
| 17 | 17 | Mika Salo             | Arrows              | B     | 34   | 1:48.899 | 0:00.291 | 0:02.783 |
| 18 | 19 | Jos Verstappen        | Stewart-Ford        | B     | 5    | 1:49.147 | 0:00.248 | 0:03.031 |
| 19 | 22 | Shinji Nakano         | Minardi-Ford        | B     | 17   | 1:49.424 | 0:00.277 | 0:03.308 |
| 20 | 23 | Esteban Tuero         | Minardi-Ford        | B     | 12   | 1:50.314 | 0:00.890 | 0:04.198 |
| 21 | 16 | Pedro Diniz           | Arrows              | B     | 2    | 1:51.259 | 0:00.945 | 0:05.143 |
| P  | Nr | Kierowca              | Konstruktor         | Opony | Okr  | Czas     | Odstęp   | Strata   |

## Klasyfikacja po wyścigu

### Kierowcy
| P  | +/− | Kierowca              | Starty | Punkty | P1 | P2 | P3 | PP | NO | NS |
| -- | --- | --------------------- | ------ | ------ | -- | -- | -- | -- | -- | -- |
| 1  | 0   | Mika Häkkinen         | 11     | 76     | 6  | 2  | 1  | 7  | 4  | 2  |
| 2  | 0   | Michael Schumacher    | 11     | 60     | 4  | 1  | 3  | -  | 3  | 1  |
| 3  | 0   | David Coulthard       | 11     | 42     | 1  | 5  | -  | 3  | 3  | 3  |
| 4  | 0   | Eddie Irvine          | 11     | 32     | -  | 1  | 5  | -  | -  | 1  |
| 5  | 0   | Alexander Wurz        | 11     | 17     | -  | -  | -  | -  | 1  | 2  |
| 6  | +1  | Jacques Villeneuve    | 11     | 16     | -  | -  | 1  | -  | -  | 1  |
| 7  | −-1 | Giancarlo Fisichella  | 11     | 15     | -  | 2  | -  | 1  | -  | 4  |
| 8  | 0   | Heinz-Harald Frentzen | 11     | 8      | -  | -  | 1  | -  | -  | 4  |
| 9  | 0   | Rubens Barrichello    | 11     | 4      | -  | -  | -  | -  | -  | 7  |
| 10 | +2  | Ralf Schumacher       | 11     | 4      | -  | -  | -  | -  | -  | 5  |
| 11 | +5  | Damon Hill            | 11     | 3      | -  | -  | -  | -  | -  | 5  |
| 12 | −-2 | Mika Salo             | 11     | 3      | -  | -  | -  | -  | -  | 7  |
| 13 | −-2 | Jean Alesi            | 11     | 3      | -  | -  | -  | -  | -  | 4  |
| 14 | −-1 | Johnny Herbert        | 11     | 1      | -  | -  | -  | -  | -  | 5  |
| 15 | −-1 | Pedro Diniz           | 11     | 1      | -  | -  | -  | -  | -  | 8  |
| 16 | −-1 | Jan Magnussen         | 7      | 1      | -  | -  | -  | -  | -  | 4  |
| 17 | 0   | Shinji Nakano         | 11     | -      | -  | -  | -  | -  | -  | 4  |
| 18 | 0   | Ricardo Rosset        | 8      | -      | -  | -  | -  | -  | -  | 5  |
| 19 | 0   | Esteban Tuero         | 11     | -      | -  | -  | -  | -  | -  | 8  |
| 20 | 0   | Jarno Trulli          | 11     | -      | -  | -  | -  | -  | -  | 7  |
| 21 | 0   | Toranosuke Takagi     | 11     | -      | -  | -  | -  | -  | -  | 6  |
| 22 | 0   | Olivier Panis         | 11     | -      | -  | -  | -  | -  | -  | 6  |
| 23 | 0   | Jos Verstappen        | 4      | -      | -  | -  | -  | -  | -  | 3  |
| P  | +/− | Kierowca              | Starty | Punkty | P1 | P2 | P3 | PP | NO | NS |

### Konstruktorzy
| P  | +/− | Konstruktor         | Starty | Punkty | P1 | P2 | P3 | PP | NO | NS |
| -- | --- | ------------------- | ------ | ------ | -- | -- | -- | -- | -- | -- |
| 1  | 0   | McLaren-Mercedes    | 22     | 118    | 7  | 7  | 1  | 10 | 7  | 5  |
| 2  | 0   | Ferrari             | 22     | 92     | 4  | 2  | 8  | -  | 3  | 2  |
| 3  | 0   | Benetton-Playlife   | 22     | 32     | -  | 2  | -  | 1  | 1  | 6  |
| 4  | 0   | Williams-Mecachrome | 22     | 24     | -  | -  | 2  | -  | -  | 5  |
| 5  | +3  | Jordan-Mugen-Honda  | 22     | 7      | -  | -  | -  | -  | -  | 10 |
| 6  | −-1 | Stewart-Ford        | 22     | 5      | -  | -  | -  | -  | -  | 14 |
| 7  | −-1 | Arrows              | 22     | 4      | -  | -  | -  | -  | -  | 15 |
| 8  | −-1 | Sauber-Petronas     | 22     | 4      | -  | -  | -  | -  | -  | 9  |
| 9  | 0   | Minardi-Ford        | 22     | -      | -  | -  | -  | -  | -  | 12 |
| 10 | 0   | Tyrrell-Ford        | 19     | -      | -  | -  | -  | -  | -  | 11 |
| 11 | 0   | Prost-Peugeot       | 22     | -      | -  | -  | -  | -  | -  | 13 |
| P  | +/− | Konstruktor         | Starty | Punkty | P1 | P2 | P3 | PP | NO | NS |